# Герб Звенигорода
Місто Звенигород (Московська область) має власну символіку, зокрема прапор та герб.

## Історія
Вперше герб Звенигорода (Московська область) було ухвалено 20 грудня 1781, вдруге його було ухвалено 16 березня 1883 року. Сучасна версія герба прийнята 28 березня 2003 року. Номер у Геральдичному реєстрі РФ: 1179.

## Опис
У блакитному полі срібний дзвін із золотими візерунками. За основу герба міста Звенигорода взятий історичний герб повітового міста Звенигорода Московської губернії затвердженого 16 березня 1883 року.
Дзвін для герба міста Звенигорода має багатогранну символіку: назву міста відображено центральною фігурою герба — дзвоном, символом «духовного початку», своєю формою дзвін пов'язаний пов'язаний з небесами, звук дзвона є символом утворюючої сили.
Білий колір символізує чистоту, щирість, чистоту, благородство, відповідальність.
Жовтий колір — це знак небесної та земної величі, означає християнські чесноти: віру, справедливість, милосердя і смиренність та мирські якості: могутність, знатність, сталість, багатство.
Синій колір прапору показує розташування міста на річці Москва. Синій колір символізує красу, бездоганність, велич.

## Авторська група
Ідея прапора Костянтин Моченов (Хімки), обґрунтування Галина Туник (Москва), Сергій Ісаєв (Москва). 